# موانا (دیزنی)
موآنا وایالیکی از موتونوی (به انگلیسی: Moana Waialiki of Motunui) شخصیت اصلی موانا (۲۰۱۶) پنجاه و ششمین فیلم پویانمایی از استودیو انیمیشن والت دیزنی است. صداپیشگی موانا را آلیئی کراوالیو بازیگر و خواننده اهل هاوایی انجام داده و شخصیت کودکی او را لوئیز بوش صداپیشگی کرده‌است. شخصیت موانا توسط کارگردانان ران کلمنتس و جان ماسکر خلق شده‌است.
موانا با الهام از اساطیر پولینزی به عنوان دختر با ارادهٔ رئیس یک روستای پولینزی به تصویر کشیده می‌شود. او توسط اقیانوس انتخاب می‌شود تا یک یادگار عرفانی را با الهه ته فیتی پیوند دهد. موانا پس از آنکه یک آتشک به جزیره او می‌زند، در جستجوی ماوی (دواین جانسون)، نیمه‌خدای افسانه‌ای، به امید بازگرداندن قلب ته فیتی و نجات مردمش، ماجراجویی خود را آغاز می‌کند.
شخصیت موانا و استقلال او، و همچنین صداپیشگی و آواز کراوالیو با تحسین گستردهٔ منتقدان مواجه شد. تا سال ۲۰۱۹، موانا رسماً به خط پرنسس دیزنی پیوست و دوازدهمین عضو آن شد. موانا قرار است در دنباله‌ای از دیزنی پلاس در قالب یک مجموعهٔ تلویزیونی تحت نام موانا: سریال، و همچنین در دنباله فیلم اصلی با عنوان موانا ۲ در سال ۲۰۲۴ ظاهر شود.